# Nacer Bouhanni
Nacer Bouhanni (Épinal, 25 luglio 1990) è un ex ciclista su strada francese di origini algerine, è stato professionista dal 2010 al 2023, è stato un velocista e nel 2012 si è laureato campione francese nella prova in linea. Ha vinto inoltre tre tappe al Giro d'Italia (oltre alla classifica a punti al Giro d'Italia 2014) e tre alla Vuelta a España.

## Storia

### Gli esordi
Nato a Épinal, nel dipartimento dei Vosgi, e di origini algerine, Bouhanni crebbe a Girmont, praticando il ciclismo dall'età di 6 anni nel Vélo Club Spinalien. Dopo aver corso nell'UC Contrexéville-Mirecourt, passò nel 2006 al CS Sarreguemines. Nel 2007 fu selezionato nella formazione nazionale juniors, fu campione di Lorena di categoria e terminò ottavo al Grand Prix Général Patton, prova della Coppa delle Nazioni Juniors UCI, a cui partecipò con la selezione della Lorena. Nell'ottobre del 2008, divenne gendarme volontario e fu così inserito nella selezione francese militare. Nel 2009 fu campione nazionale della gendarmeria e si classificò ottavo nei campionati del mondo militari. Passò quindi nella categoria under-23, vincendo la prova a cronometro del campionato della Mosella e la prova in linea ai campionati regionali della Lorena.
Alla fine del 2009 lasciò la SC Sarreguemines, passando nell'UVC Troyes. Nel 2010 fu campione nazionale militare, quinto ai campionati amatoriali élite e under-23. Con la selezione nazionale under-23 si piazzò quarto ai Campionati europei, mentre con la selezione militare si aggiudicò la seconda tappa e la classifica a punti del Tour de Gironde, corsa a tappe inserita nel programma dell'UCI Europe Tour. Durante l'estate del 2010 passò come stagista nella FDJ, mettendosi in luce al Tour du Poitou-Charentes, dove terminò secondo nella terza tappa davanti a Jimmy Casper.

### 2011-2012: i primi anni nel professionismo
Passò quindi professionista a tutti gli effetti la stagione successiva, con la stessa FDJ. Partecipò subito a La Tropicale Amissa Bongo, corsa africana in cui vinse una tappa. Nel prosieguo della stagione terminò quinto al Grand Prix de la Somme, ottavo al Grand Prix de Denain e alla Paris-Troyes, e ottenne diversi piazzamenti nelle corse a tappe.
Nel 2012 si aggiudicò la prima corsa a cui ha partecipato, la prima tappa dell'Étoile de Bessèges. Dopo aver perso il successo nella seconda tappa del Tour de Picardie per sprint irregolare, ottenne il successo la settimana successiva nella prima frazione del Circuit de Lorraine. Grazie ai piazzamenti nelle tappe successive, riuscì ad aggiudicarsi il successo finale nella corsa. Il 20 giugno vinse in volata la Halle-Ingooigem davanti al compagno di squadra Arnaud Démare. Quattro giorni più tardi, diventa campione nazionale a Saint-Amand-les-Eaux, battendo ancora Démare in volata. In stagione fece poi sue anche una frazione al Tour de Wallonie e una all'Eurométropole Tour.

### 2013-18: vittorie a Giro e Vuelta e momenti difficili
Inizia bene la stagione 2016 vincendo 5 gare tra cui una tappa alla Parigi-Nizza e una al Critérium du Dauphiné. Tuttavia, la notta prima dei campionati francesi su strada, è coinvolto in una rissa con alcuni occupanti del suo albergo nella quale si ferisce ad una mano. Il conseguente intervento chirurgico induce la squadra a non schierarlo al via dell'imminente Tour de France.
Taglia per primo il traguardo della EuroEyes Cyclassics ma la giuria lo squalifica per volata scorretta e lo retrocede al 27º posto, ultimo del gruppo di testa. La vittoria passa così a Caleb Ewan.
Dopo che non viene convocato dalla sua squadra per il Tour de France, torna al successo in un Grande Giro alla Vuelta a España 2018. Nel finale della sesta frazione riesce a stare nel gruppo di testa, selezionato dai ventagli, che va a giocarsi la vittoria di tappa e si impone allo sprint davanti a Danny Van Poppel e Elia Viviani.

### 2022
Nell'aprile 2022 cade durante la seconda tappa del Giro di Turchia e riporta la frattura della prima vertebra cervicale, infortunio che lo costringe al ritiro dalla competizione.

## Palmarès
- 2010 (La Française des Jeux, una vittoria)

2ª tappa Tour de Gironde (Saint-Pierre-d'Aurillac > Cenon)
- 2011 (FDJ, una vittoria)

3ª tappa La Tropicale Amissa Bongo (Bibasse > Oyem)
- 2012 (FDJ-BigMat, sette vittorie)

1ª tappa Étoile de Bessèges (Beaucaire > Bellegarde)
1ª tappa Circuit de Lorraine (Rombas > Neuves-Maisons)
Classifica generale Circuit de Lorraine
Halle-Ingooigem
Campionati francesi, Prova in linea
1ª tappa Tour de Wallonie (Tournai > Lessines)
4ª tappa Eurométropole Tour (Mons > Tournai)
- 2013 (FDJ.fr, undici vittorie)

6ª tappa Tour of Oman (Hawit Nagam Park > Matrah Corniche)
1ª tappa Parigi-Nizza (Saint-Germain-en-Laye > Nemours)
Val d'Ille U Classic 35
2ª tappa, 1ª semitappa Circuit de la Sarthe (Ligné > Angers)
1ª tappa Tour du Poitou-Charentes (Saint-Maixent-l'École > Saintes)
2ª tappa Tour du Poitou-Charentes (Saintes > Angoulême)
3ª tappa Tour du Poitou-Charentes (Charroux > Civray)
Grand Prix de Fourmies
Tour de Vendée
2ª tappa Tour of Beijing (Huairou > Yanqing)
3ª tappa Tour of Beijing (Yanqing > Qiandiajian)
- 2014 (FDJ.fr, undici vittorie)

2ª tappa Étoile de Bessèges (Nîmes > Saint-Ambroix)
1ª tappa Parigi-Nizza (Mantes-la-Jolie > Mantes-la-Jolie)
1ª tappa Critérium International (Porto Vecchio > Porto Vecchio)
1ª tappa Circuit de la Sarthe (Saint-Jean-de-Monts > Saint-Géréon)
Grand Prix de Denain
4ª tappa Giro d'Italia (Giovinazzo > Bari)
7ª tappa Giro d'Italia (Frosinone > Foligno)
10ª tappa Giro d'Italia (Modena > Salsomaggiore Terme)
4ª tappa Eneco Tour (Koksijde > Ardooie)
2ª tappa Vuelta a España (Algeciras > San Fernando)
8ª tappa Vuelta a España (Baeza > Albacete)
- 2015 (Cofidis, undici vittorie)

Grand Prix de Denain
1ª tappa Circuit de la Sarthe (Sablé-sur-Sarthe > Varades)
5ª tappa Circuit de la Sarthe (Abbaye de l'Épau > Le Lude)
2ª tappa Critérium du Dauphiné (Le Bourget-du-Lac > Villars-les-Dombes)
4ª tappa Critérium du Dauphiné (Anneyron > Sisteron)
Halle-Ingooigem
Circuito de Getxo
1ª tappa Tour de l'Ain (La Plaine Tonique à Montrevel-en-Bresse > Sain-Vulbas)
2ª tappa Tour de l'Ain (Feillens > Pont-de-Vaux)
Grand Prix d'Isbergues
Nationale Sluitingprijs Putte-Kapellen
- 2016 (Cofidis, undici vittorie)

2ª tappa Vuelta a Andalucia (Plaomares del Río > Córdoba)
4ª tappa Parigi-Nizza (Juliénas > Romans-sur-Isère)
1ª tappa Volta Ciclista a Catalunya (Calella > Calella)
2ª tappa Volta Ciclista a Catalunya (Mataró > Olot)
1ª tappa Tour de Picardie (Chaumont-en-Vexin > Formerie)
2ª tappa Tour de Picardie (Feuquières-en-Vimeu > Flixecourt)
Classifica generale Tour de Picardie
1ª tappa Critérium du Dauphiné (Cluses > Saint-Vulbas)
1ª tappa Tour du Poitou Charentes (Angoulême > Puilboreau)
3ª tappa Tour du Poitou Charentes (Thuré > Châtellerault)
Tour de Vendée
- 2017 (Cofidis, sette vittorie)

Nokere Koerse
4ª tappa Volta Ciclista a Catalunya (La Seu d'Urgell > Igualada)
Paris-Camembert
2ª tappa Tour de Yorkshire (Tadcaster > Harrogate)
2ª tappa Tour de l'Ain (Ambérieu-en-Bugey > Saint-Vulbas)
2ª tappa Tour du Poitou Charentes (Saint-Savinien-sur-Charente > Roumazières-Loubert)
GP de Fourmies / La Voix du Nord
- 2018 (Cofidis, sei vittorie)

3ª tappa Quatre Jours de Dunkerque (Fort-Mahon-Plage > Ecques)
2ª tappa Boucles de la Mayenne (St Aignan De Couptrain > ré En Pail St Samson)
3ª tappa Boucles de la Mayenne (Congrier > Laval)
1ª tappa La Route d'Occitanie (Cap-Découverte > Ségala Carmaux)
Grote Prijs Marcel Kint
6ª tappa Vuelta a España (Huércal-Overa > San Javier/Mar Menor)
- 2020 (Arkéa-Samsic, quattro vittorie)

4ª tappa Saudi Tour (Wadi Namar Park > Al Mazuhimiya King Saugìd University)
1ª tappa Tour de la Provence (Châteaurenard > Saintes-Maries-de-la-Mer)
Grand Prix d'Isbergues
Parigi-Chauny
- 2022 (Arkéa-Samsic, una vittoria)

La Roue Tourangelle

### Altri successi
- 2010 (La Française des Jeux)

Classifica a punti Tour de Gironde
- 2012 (FDJ-BigMat)

Classifica giovani Circuit de Lorraine
Classifica a punti Circuit de Lorraine
- 2013 (FDJ.fr)

Classifica a punti Tour du Poitou-Charentes
Classifica a punti Tour of Beijing
- 2014 (FDJ.fr)

Classifica a punti Circuit de la Sarthe
Premio Azzurri d'Italia Giro d'Italia
Classifica a punti Giro d'Italia
- 2015 (Cofidis)

Classifica a punti Circuit de la Sarthe
Classifica a punti Critérium du Dauphiné
Classifica a punti Tour de l'Ain
Classifica generale Coppa di Francia
Classifica generale UCI Europe Tour 2015
- 2016 (Cofidis)

Classifica a punti Tour de Picardie
- 2018 (Cofidis)

Classifica a punti Boucles de la Mayenne
- 2020 (Arkéa-Samsic)

Classifica a punti Saudi Tour
Classifica generale Coppa di Francia

## Piazzamenti

### Grandi Giri
- Giro d'Italia

2013: non partito (13ª tappa)
2014: 140º
- Tour de France

2013: ritirato (6ª tappa)
2015: ritirato (5ª tappa)
2017: 138º
2021: ritirato (15ª tappa)
- Vuelta a España

2012: ritirato (13ª tappa)
2014: ritirato (14ª tappa)
2015: ritirato (8ª tappa)
2018: ritirato (11ª tappa)

### Classiche monumento
- Milano-Sanremo

2015: 6º
2016: 4º
2017: 8º
2019: 62º
2020: 37º
2021: 19º
2022: 27º

### Competizioni mondiali
- Campionati del mondo

Ponferrada 2014 - In linea Elite: 10º
Richmond 2015 - In linea Elite: 21º
Doha 2016 - In linea Elite: 32º

### Competizioni europee
- Campionati europei

Verbania 2008 - In linea Juniores: 35°
Verbania 2010 - In linea Under-23: 4°